# 張問仁 (嘉靖進士)
張問仁（1531年12月1日—1605年），字以元，號春谷，陝西西寧衛軍籍，明朝政治人物。

## 生平
治《書經》。乙卯科（1555年）陝西鄉試第四十二名舉人。嘉靖三十五年（1556年）中式丙辰科會試中式第二百三十六名，廷試三甲第八十八名進士。吏部觀政，授山西澤州陽城縣知縣，三十八年陞工部主事，嘉靖四十二年癸亥（1563年）陞員外郎，升郎中，陞山東按察司僉事，四十四年乙丑轉布政司參議，昌平兵備，以終養致仕。

## 家族
曾祖張武；祖父張經（縣丞）；父張萊，字黉东，（典膳封工部主事加封僉事），卒年九十；叔張芝、母趙氏（1506—1594年），封太宜人，卒年八十九；兄張問達（歲貢），官山西代州同知；弟張問明，中書儒士。